# Microsoft XNA
Microsoft XNA es un conjunto de herramientas freeware con un entorno de ejecución dinámico gestionado y desarrollado por Microsoft para facilitar el desarrollo de videojuegos. 
El XNA es una herramienta informática que se anunció el 24 de marzo de 2004, en el Game Developers Conference celebrado en San José, California. El lanzamiento de la primera comunidad Technology Preview de XNA Build se produjo el 14 de marzo de 2006. XNA Game Studio 2.0 fue lanzado en diciembre de 2007, seguido de XNA Game Studio 3.0 el 30 de octubre de 2008.
XNA abarca secciones de Microsoft, como la Sección de Desarrollo de Juegos, e incluye el kit de desarrollo estándar de Xbox y XNA Game Studio.
Actualmente el proyecto está abandonado, aunque existe un proyecto de software libre y de código abierto multiplataforma basado en él, llamado MonoGame, que está activo y en desarrollo.

## Información general

### XNA Framework
XNA Framework se basa en la implementación nativa de .NET Compact Framework 2.0 para el desarrollo de la Xbox 360 y .NET Framework 2.0 en Windows. Incluye un amplio conjunto de bibliotecas de clases, específicos para el desarrollo de juegos, para promover la reutilización de código máximo a través de plataformas de destino. El marco se ejecuta en una versión de Common Language Runtime que se ha optimizado para que los juegos de azar proporcionen un entorno de ejecución administrado. El entorno en tiempo de ejecución está disponible para Windows XP, Windows Vista y Xbox 360. Dado que XNA Games es un sistema en tiempo de ejecución, se puede ejecutar en cualquier plataforma que admita el XNA Framework con mínima o ninguna modificación. Aunque técnicamente los programas pueden escribirse en cualquier lenguaje compatible con .NET,  oficialmente solo se consideran compatibles C# y XNA Game Studio Express IDE y todas las versiones de Visual Studio 2005.
El XNA Framework se encarga de adaptar el código cuando los juegos son portados desde una plataforma compatible a otra, lo que permite a los desarrolladores centrarse en otras tareas. XNA Framework integra una serie de herramientas, tales como la herramienta creadora de audio multiplataforma (XACT), para ayudar en la creación de contenido. XNA Framework proporciona apoyo para la creación de juegos 2D y 3D y permite el uso de la vibración  de  los mandos de Xbox 360. Para distribuir en Xbox 360  juegos programados en XNA Framework era obligatorio estar suscrito a Microsoft XNA Creator's Club/App Hub, con un coste de $99/año. En cambio, las aplicaciones de escritorio pueden distribuirse gratuitamente.

### XNA Build
Es un conjunto de herramientas de gestión de canalización de activos de juego que ayudan a definir, mantener, depurar y optimizar los assets del juego durante el desarrollo. Una tubería de juego activo describe el proceso de por qué contenido de juegos, tales como texturas y modelos 3D, se modifican para un formato adecuado para su uso por el motor de juegos de azar. XNA cree ayuda a identificar las dependencias de la tubería y también proporciona acceso de la API para habilitar el tratamiento ulterior de los datos de dependencia. Para ayudar a reducir el tamaño de un juego por encontrar contenido que no se utiliza en realidad, se pueden analizar los datos de dependencia. Por ejemplo, un análisis con XNA Build reveló que el 40% de las texturas que incluye MechCommander 2 no se utilizaban y se podrían haber omitido.

### XNA Game Studio
Es un entorno de desarrollo integrado (IDE) para el desarrollo de videojuegos. Se han lanzado cinco revisiones hasta la fecha:
Es importante destacar que el soporte oficial de Microsoft para XNA fue discontinuado, pero como se mencionó previamente, existe un proyecto de software libre y de código abierto llamado MonoGame, que se basa en XNA y continúa su desarrollo. MonoGame permite a los desarrolladores seguir utilizando la plataforma y las herramientas familiares asociadas con XNA, incluso después de que Microsoft dejara de ofrecer soporte oficial.

#### XNA Game Studio Professional
Era una versión planificada del IDE XNA dirigido por profesionales de los desarrolladores de juego. Estaba basado en Visual Studio 2005 Team System, XNA Estudios proporciona una estructura para la colaboración entre los creadores de contenido, los programadores, administración y evaluadores. Las tareas de administración del proyecto, tales como la gestión de activos, seguimiento de defectos, automatización de proyectos y listas de artículos de trabajo, son algo automatizadas por XNA Estudios.
XNA Estudio Profesional ya no está bajo desarrollo activo.

#### XNA Game Studio Express
Está destinada a los estudiantes, aficionados y desarrolladores de juegos independientes (o caseros). Está disponible como descarga gratuita. Express proporciona "starter kits" básicos para el rápido desarrollo de los géneros específicos de juegos, tales como la plataforma, estrategia en tiempo real y rpgs en primera persona. Los desarrolladores pueden crear juegos de Windows de forma gratuita con XNA Framework, pero para ejecutar sus juegos en la Xbox 360 tendrán que pagar una cuota anual de 99 dólares estadounidenses (o una tasa de cuatro meses de 49 dólares estadounidenses) para la admisión a Club/XNA del Microsoft XNA Creator "Club del creador". La versión inicial no ha de tener ningún modo de envío de binarios pre-compilados a otros jugadores de Xbox 360, pero esto se ha cambiado en "XNA Game Studio Express 1.0 Refresh"; ahora es posible compilar los binarios de Xbox 360 y compartirlos con otros miembros del Club del creador de Microsoft XNA.
La primera versión beta de XNA Game Studio Express fue lanzada para descarga en el 30 de agosto de 2006, seguido por una segunda versión 1 de noviembre de 2006. Microsoft ha publicado la versión final de 11 de diciembre de 2006.
Además, el 24 de abril de 2007, Microsoft publicó una actualización llamada XNA Game Studio Express 1.0 Refresh.

#### XNA Game Studio 2.0
Fue lanzado en 13 de diciembre de 2007. XNA Game Studio 2.0 ofrece la posibilidad de utilizarse con todas las versiones de Visual Studio 2005 (incluido el free Visual C# 2005 Express Edition), una API de red usando Xbox Live en Windows y Xbox 360 y mejor dispositivo de manipulación. También está disponible para descarga gratuita en el sitio Web de XNA Creator Club.

#### XNA Game Studio 3.0
XNA Game Studio 3.0 (para Visual Studio 2008 o para free Visual C# 2008 Express Edition) permite la producción de juegos de la plataforma de Zune y agrega soporte de la comunidad de Xbox Live. Una versión beta del conjunto de herramientas se lanzó en septiembre de 2008. La versión final fue lanzada el 30 de octubre de 2008. XNA Game Studio 3.0 ahora es compatible con C# 3.0, LINQ y la mayoría de las versiones de Visual Studio 2008. También hay varias características nuevas de más de XNA Game Studio 3.0, tales como un modo de prueba agregado a XNA Game Studio 3.0, que permitirá a los creadores agregar fácilmente la función de prueba necesaria para sus juegos, funciones de varios jugadores Xbox Live como en el juego invita, crear juegos de plataformas que funcionan en Windows, Xbox 360 y Zune.

#### XNA Game Studio 3.1
XNA Game Studio 3.1 se anunció en la Game Developers Conference en San Francisco el 24 de marzo de 2009. La API incluye soporte para la reproducción de vídeo, una API revisada de audio, sistema de parte de Xbox Live y soporte para juegos utilizar la Xbox 360 Avatars. Esta versión del software está disponible para su descarga como parte del programa de DreamSpark de Microsoft por parte de los alumnos.

#### XNA Game Studio 4.0
Es lo que dará la competencia directa con el iPod de Apple, ya que permite desarrollar juegos y aplicaciones para el Windows Phone 7 aparte de tener un mercado en línea, en donde los desarrolladores suben sus aplicaciones y los usuarios del teléfono inteligente pueden comprar o probar las aplicaciones, como se ha visto en la Xbox 360. Cabe destacar la adición de México para el mercado y que éste estará disponible para su uso en 30 países.